# 宇山熊太郎
宇山 熊太郎（うやま くまたろう、1873年（明治6年）11月3日 - 1948年（昭和23年））は、大日本帝国陸軍軍人。最終階級は陸軍少将。

## 経歴・人物
島根県出身。のちの能義郡広瀬町（現安来市）で生まれる。1896年（明治29年）11月に陸軍士官学校（第8期）を卒業し、1897年（明治30年）6月、砲兵少尉に任官。
1903年（明治36年）、砲兵大尉に進み野戦砲兵第2連隊中隊長となり日露戦争に従軍した。
1920年（大正9年）4月に野砲兵第1連隊長、同年9月に陸軍砲兵大佐を経て、1924年（大正13年）12月に陸軍少将・澎湖島要塞司令官に任官。
その後、1926年（大正15年）3月に野戦重砲兵第1旅団長を経て、1928年（昭和3年）3月8日に待命、同月29日に予備役に編入した。そして国民防空協会理事を務めた。
1947年（昭和22年）11月28日、公職追放仮指定を受けた。

## 著作
- 『上等兵になるまで』日本国防普及会、1929年。
- 『空中襲撃に対する国民の準備』水明書院、1932年。
- 『国防論』大日本図書、1936年。

訳書
- オーブラー著『野戦砲兵野外勤務演習』川流堂、1902年。